# Baryzancla dysclyta
Baryzancla dysclyta är en fjärilsart som beskrevs av Turner 1933. Baryzancla dysclyta ingår i släktet Baryzancla och familjen stävmalar. Inga underarter finns listade i Catalogue of Life.